# 博登费尔德
博登费尔德（德語：Bodenfelde，發音：[boːdn̩ˈfɛldə]）是德国下萨克森州诺特海姆县的市镇，面积19.77平方千米，2023年12月31日人口为3,016人。